# Шопот
Шопот је насељено мјесто у Равним Котарима, у сјеверној Далмацији. Припада граду Бенковцу у Задарској жупанији, Република Хрватска.

## Географија
Налази се 2 км југозападно од Бенковца.

## Историја
Шопот се од распада Југославије до августа 1995. године налазио у Републици Српској Крајини.

## Становништво
Прије грађанског рата у Хрватској, Шопот је био национално мјешовито село; према попису из 1991. године, Шопот је имао 531 становника, од чега 369 Хрвата, 148 Срба, 8 Југословена и 6 осталих. Према попису становништва из 2001. године, Шопот је имао 271 становника. Шопот је према попису становништва из 2011. године имао 281 становника.
| Националност       | 1991. | 1981. | 1971. | 1961. |
| Срби               | 148   | 144   | 157   | 164   |
| Хрвати             | 369   | 372   | 409   | 357   |
| Југословени        | 8     | 42    | 5     |       |
| остали и непознато | 6     | 7     | 1     |       |
| Укупно             | 531   | 565   | 572   | 521   |

| Демографија | Демографија | Демографија |
| Година      | Становника  | Становника  |
| ----------- | ----------- | ----------- |
| 1961.       | 521         |             |
| 1971.       | 572         |             |
| 1981.       | 565         |             |
| 1991.       | 531         |             |
| 2001.       | 271         |             |
| 2011.       |             | 281         |

На попису становништва 1991. године, насељено место Шопот је имало 531 становника, следећег националног састава:
| Попис 1991.‍  | Попис 1991.‍  | Попис 1991.‍ | Попис 1991.‍ | Попис 1991.‍ |
| ------------ | ------------ | ----------- | ----------- | ----------- |
|              |              |             |             |             |
| Хрвати       | Хрвати       |             | 369         | 69,49%      |
| Срби         | Срби         |             | 148         | 27,87%      |
| Југословени  | Југословени  |             | 8           | 1,50%       |
| неопредељени | неопредељени |             | 4           | 0,75%       |
| непознато    | непознато    |             | 2           | 0,37%       |
| укупно: 531  |              |             |             |             |

## Презимена
- Гагић — Православци, славе Светог Козму и Дамјана
- Дерета — Православци, славе Светог Јована
- Деспот — Православци, славе Светог Јована
- Драча — Православци, славе Светог Стефана
- Крекић — Православци, славе Ђурђевдан
- Млинар — Православци, славе Светог Стефана
- Рњак — Православци, славе Светог Јована
- Столић — Православци, славе Светог Јована
- Цупаћ — Православци, славе Светог Николу